# Jordanoleiopus niger
Jordanoleiopus niger là một loài bọ cánh cứng trong họ Cerambycidae.